# 驻华外国记者协会
驻华外国记者协会（英語：Foreign Correspondents' Club of China），簡稱FCCC，是一个由在中華人民共和國的外国记者所组成的协会。

## 历史
驻华外国记者协会于1981年在北京创建，致力于为世界报道中国相关新闻，其成员有记者、外交官、媒体专家、作家、学者，公关顾问、公司职员等，属于40多个国家的相关机构。

## 争议
2008年北京奥运前，驻华外国记者协会称，中国正在通过攻击西方媒体、限制新闻报道自由来制造一种对外国驻华记者敌意的氛围，并至少有10名记者受到了死亡威胁。而在2010年谷歌退出中国时，该协会也称自己的网站遭到了黑客攻击。2012年，半岛电视台记者陳嘉韻被拒绝延长签证，协会发表声明称，这是中国政府近来企图利用记者签证，管制并恫吓驻华外籍记者案例的极端一例。半岛电视台因为没有任何记者获得签证而被迫关闭了其在北京的记者站，协会称这是当局对于半岛电视台的惩罚，只因其于2011年播出过一部有关中国監獄强制劳动的电视纪录片。
2020年9月9日，中华人民共和国外交部发言人赵立坚表示，中华人民共和国政府从未承认过驻华外国记者协会，“它是有少数对中国抱有偏见的记者拼凑的，根本代表不了在华近500名外国记者的真实声音”。